# Camilo Pellegrini
Camilo Pellegrini é um roteirista brasileiro. Começou na televisão em 2006, quando passou a integrar o departamento de teledramaturgia da RecordTV, onde foi responsável pela co-autoria dos sucessos Bicho do Mato, de Bosco Brasil e Cristianne Fridman,  Caminhos do Coração, de Tiago Santiago e de Chamas da Vida, de Cristianne Fridman e Vidas em Jogo, também de Fridman. Trabalhou com Gustavo Reiz na novela Escrava Mãe. Em 2017 colaborou com Paula Richard na novela O Rico e Lázaro; no ano de 2018, Camilo estava como certo no time de roteiristas da novela Topíssima de Cristianne Fridman, porém, a novela foi adiada para 2019 e ele foi remanejado para Jesus de Paula Richard retomando assim, a parceria de 2017. Em 2021, assinou a sua primeira novela como autor principal Gênesis. Após 15 anos, encerrou o contrato com a RecordTV. Em 2023, Camilo Pellegrini processou a RecordTV sob a acusação de ter sido demitido por, segundo ele, "não ser evangélico". Segundo consta no processo, em 2021 Pellegrini teria feito uma postagem nas redes sociais divulgando um curso sobre religiões de matriz africana ministrado por um amigo, o que teria culminado em sua demissão. 

## Filmografia

### Como roteirista
| Ano     | Trabalho            | Escalação       | Emissora | Parceiros titulares                   | Ref.  |
| ------- | ------------------- | --------------- | -------- | ------------------------------------- | ----- |
| 2006    | Bicho do Mato       | Colaborador     | RecordTV | Cristianne Fridman (autora principal) |       |
| 2007    | Caminhos do Coração | Colaborador     | RecordTV | Tiago Santiago (autora principal)     |       |
| 2008    | Chamas da Vida      | Colaborador     | RecordTV | Cristianne Fridman (autora principal) |       |
| 2010    | A História de Ester | Colaborador     | RecordTV | Vívian de Oliveira (autora principal) |       |
| 2011    | Vidas em Jogo       | Colaborador     | RecordTV | Cristianne Fridman (autora principal) |       |
| 2012    | Rei Davi            | Colaborador     | RecordTV | Vívian de Oliveira (autora principal) | [ 3 ] |
| 2012    | Balacobaco          | Colaborador     | RecordTV | Gisele Joras (autora principal)       |       |
| 2013    | José do Egito       | Colaborador     | RecordTV | Vívian de Oliveira (autora principal) | [ 4 ] |
| 2014–15 | Milagres de Jesus   | Roteirista      | RecordTV |                                       |       |
| 2016    | Escrava Mãe         | Colaborador     | RecordTV | Gustavo Reiz (autora principal)       |       |
| 2017    | O Rico e Lázaro     | Colaborador     | RecordTV | Paula Richard (autora principal)      |       |
| 2018    | Jesus               | Colaborador     | RecordTV | Paula Richard (autora principal)      |       |
| 2019    | Topíssima           | Colaborador     | RecordTV | Cristianne Fridman (autora principal) |       |
| 2019    | Amor sem Igual      | Colaborador     | RecordTV | Cristianne Fridman (autora principal) |       |
| 2021    | Gênesis             | Autor principal | RecordTV |                                       |       |

### Como ator
| Ano  | Trabalho | Personagem |
| ---- | -------- | ---------- |
| 2018 | Benzinho | Lígia      |
| 2010 | Riscado  | Maurício   |